# Sandra Brown
Sandra Lynn Cox Brown assina como Sandra Brown (Waco, 12 de março de 1948) é uma escritora americana de ficção. Ela também publica com os pseudônimos Rachel Ryan, Laura Jordan, e Erin St. Claire. Sandra Brown começou a escrever em 1981, ao longo de quase três décadas, a já vendeu mais de 70 milhões de exemplares e seus livros foram traduzidos em 33 línguas. Ela publicou quase 70 romances e teve mais de 50 best-sellers do New York Times.

## Biografia
Sandra Brown nasceu em Waco, Texas, e foi criada em Fort Worth, Texas. Ela se formou em Inglês na Universidade Cristã do Texas em Fort Worth, mas deixou a faculdade em 1968 para se casar com seu marido, Michael Brown, um ex-âncora de notícias de televisão e documentarista premiado, por Dust to Dust. Eles têm um filho, o ator Ryan Brown.

### Carreira literária
Após o casamento, Brown trabalhou para a KLTV em Tyler (Texas) como meteorologista, depois voltou para a área metropolitana (Metroplex de Dallas-Fort Worth), onde se tornou repórter do canal WFAA-TV.
Brown começou sua carreira de escritora em 1981, depois que seu marido a desafiou. Ela recebeu o título de doutora honorária em letras humanitárias de sua alma mater, a Universidade Cristã do Texas.
Em 2007, ela contribuiu para a série de programas Murder By The Book, sobre o assassinato de Betty Gore em Wylie (Texas), em 13 de junho de 1980.

## Obras como Rachel Ryan
- Love's Encore (1981)
- Love Beyond Reason (1981)
- Eloquent Silence (1982)
- A Treasure Worth Seeking (1982)
- Prime Time (1983)

## Obras como Laura Jordan
- Hidden Fires (1982)
- The Silken Web (1982)

## Obras como Erin St. Claire
- Not Even for Love (1982)
- Seduction by Design (1983)
- A Kiss Remembered (1983)
- A Secret Splendor (1983) O Esplendor Secreto (Harlequin Books, 2006)
- Words of Silk (1984)
- Bittersweet Rain (1984)
- Tiger Prince (1984)
- Sweet Anger (1985)
- Above and Beyond (1986)
- Honor Bound (1986)
- Two Alone (1987)
- The Thrill of Victory (1989)

### Série Astray & Devil
- Led Astray (1985)
- The Devil's Own (1987)

## Obras como Sandra Brown
- Tomorrow's Promise (1983)
- Relentless Desire (1983)
- Heaven's Price (1983)
- Temptations Kiss (1983)
- Tempest in Eden (1983)
- In a Class by Itself (1984)
- Thursday's Child (1985)
- Riley in the Morning (1985)
- The Rana Look (1986)
- 22 Indigo Place (1986)
- Sunny Chandler's Return (1987)
- Demon Rumm (1987)
- Tidings of Great Joy (1988)
- Hawk O'Toole's Hostage (1988)
- Long Time Coming (1989)
- Temperatures Rising (1989)
- A Whole New Light (1989)

### SérieBed & Breakfast
- Breakfast in Bed (1983)
- Send No Flowers (1984)

### SérieColeman Family Saga
- Sunset Embrace (1985)
- Another Dawn (1985)

### SérieMason Sisters
- Fanta C (1987)
- Adam's Fall (1988)

### SérieTexas! Tyler Family Saga
- Texas! Lucky (1990)
- Texas! Chase (1991)
- Texas! Sage (1991)

### Livros isolados
Livros de Suspense/Thrillers
- Slow Heat in Heaven (1988)
- Best Kept Secrets (1989)
- Mirror Image (1990) À Imagem e Semelhança (Record, 1994)
- Breath of Scandal (1991)
- French Silk (1992)
- Shadows of Yesterday (1992)
- Where There's Smoke (1993)
- Charade (1994)
- Love beyond reason (1994)
- The Witness (1995)
- Exclusive (1996)
- Fat Tuesday (1997)
- Unspeakable (1998)
- The Alibi(1999) O Alíbi (Rocco, 2003)
- Standoff (2000) Impasse (Rocco, 2013)
- The Switch (2000) A Troca (Rocco, 2002)
- Envy (2001) Inveja (Rocco, 2005)
- The Crush (2002) Obsessão (Rocco, 2004)
- Hello, Darkness (2003) Uma Voz na Escuridão (Rocco, 2006)
- White Hot (2004) Tempo Quente (Rocco, 2010)
- Chill Factor (2005) Calafrio (Rocco, 2007)
- Ricochet (2006) Tiro Indireto (Rocco, 2009)
- Play Dirty (2007) Jogue Sujo (Rocco, 2010)
- Smoke Screen (2008) Cortina de Fumaça (Rocco, 2009)
- Smash Cut (2009)
- Rainwater (2009) Como Água de Chuva (Rocco, 2012)
- Tough Customer (2010) Uma Cliente Inesperada (Rocco, 2013)
- Lethal (2011) Letal (Rocco, 2019)
- Love Is Murder (2012)
- Low Pressure (2012)
- Deadline (2013)
- Mean Streak (2014)
- Friction (2015)
- Sting (2016)
- MatchUp (2017)
- Seeing Red (2017)
- Tailspin (2018)
- Outfox (2019)
- Thick As Thieves (2020)
- Blind Tiger (2021)

## Adaptações
Seu romance French Silk foi transformado em filme, lançado em 1994, para a televisão. Susan Lucci, Shari Belafonte e Lee Horsley o estrelaram. Em 2016, seu romance White Hot foi transformado em um filme original do canal de televisão fechado Hallmark Movies & Mysteries intitulado: Sandra Brown's White Hot.